# 兌悅門
兌悅門，是清朝臺灣府城的設置14座城門之一，位於今臺灣臺南市中西區，當前屬為中華民國國定古蹟。也是臺南市現存四座城門中唯一還具有通行功能者。

## 沿革
清道光十二年（1832年）張丙之役後，為了安定民心之故，政府大幅在臺灣各城添加半月城，臺灣府城之西方外城亦因此而建造，範圍從靖波門（小西門）延伸到鎮北門（小北門），將鎮海門（大西門）包覆住。
兌悅門是於清道光十五年（1835年）時增建，於隔年完工。因建造基座使用之珊瑚礁又稱為硓𥑮石，所以又名硓𥑮石城，其城門名稱位於正西方而以八卦中的「兌」卦為名，世居住民則以甕城腳（Àng-siâ-kha）稱呼兌悅門，出入城的街道則稱為硓𥑮石街（Lóo-kóo-tsio̍h-ke，今編為信義街）。歷史上因昔日五條港中的新港墘港而興起。
日治時期城牆因為闢建道路而拆除，不過城門卻保留了下來，因而成為昔日臺灣府城西方外城三座城門之中唯一僅存者。戰後周圍被民房所包圍，且因年久失修以致城門上被鳥榕所覆蓋，不過現已清除完畢。
2020年12月底與大南門、大東門、小東門段城垣殘跡、南門段城垣殘跡、東門段城垣殘跡與巽方砲台以「台灣府城城門及城垣殘跡」通過文資審議升格為國定古蹟，後續將辦理公告。

## 建築特色

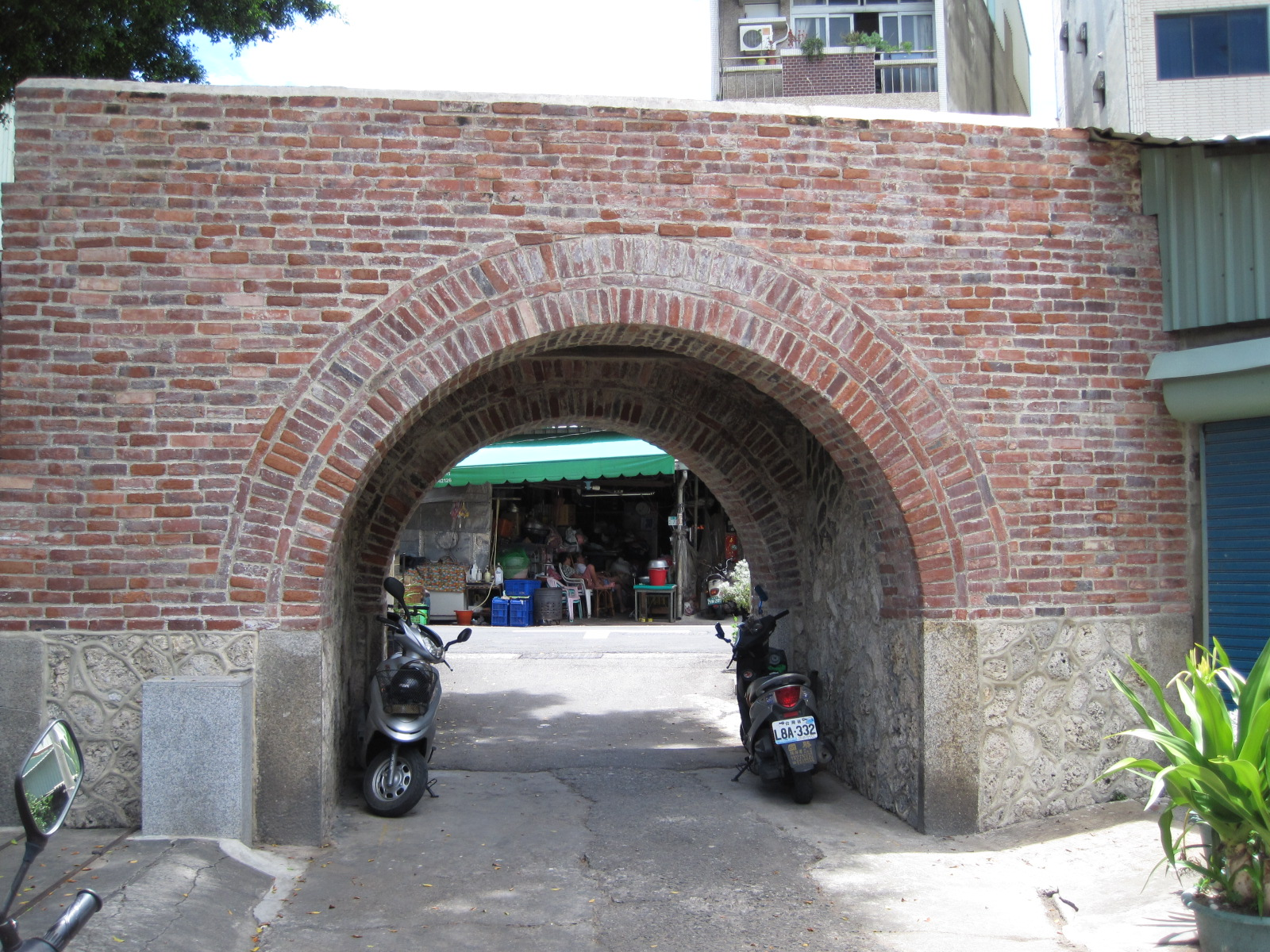
城內處遙望的兌悅門。

兌悅門高四公尺，厚三公尺，門洞寬三公尺。其臺座應是用咾咕石為材料，上面再砌上紅磚、用白灰粉刷，內部則用夯土製作而成，而在牆角處則用花崗岩補強。城門的西立面比東立面略高，西立面並設置垛牆鎗口（東立面無鎗口）。原本城門有設置門板，但已不知何時遺失。

## 相關傳說
據說當年兌悅門完成之後，因為其門洞看起來像是弓，而底下鋪著石板的巷道像是箭，兩者合一便是一組蓄勢待發的弓箭，帶有煞氣，為了化解煞氣，便在城門旁供奉一座石獅爺來坐鎮（今尚存於門附近）。不過另有一說這所謂的「箭煞陣」其實是由兌悅門的彎曲城垣與巷道所作的組合，是五條港的郊商為了對付在安平的洋行而設下要破壞對方風水的陣式（弓箭對準安平射出）。然而安平有漢人買辦知道了這事，便安置了兩尊「石將軍」來鎮煞。兩尊石將軍原先安置在安平天后宮舊址（今安平石門國小（安平公學校）附近），現則安置在安平開臺天后宮的將軍殿裡供奉。

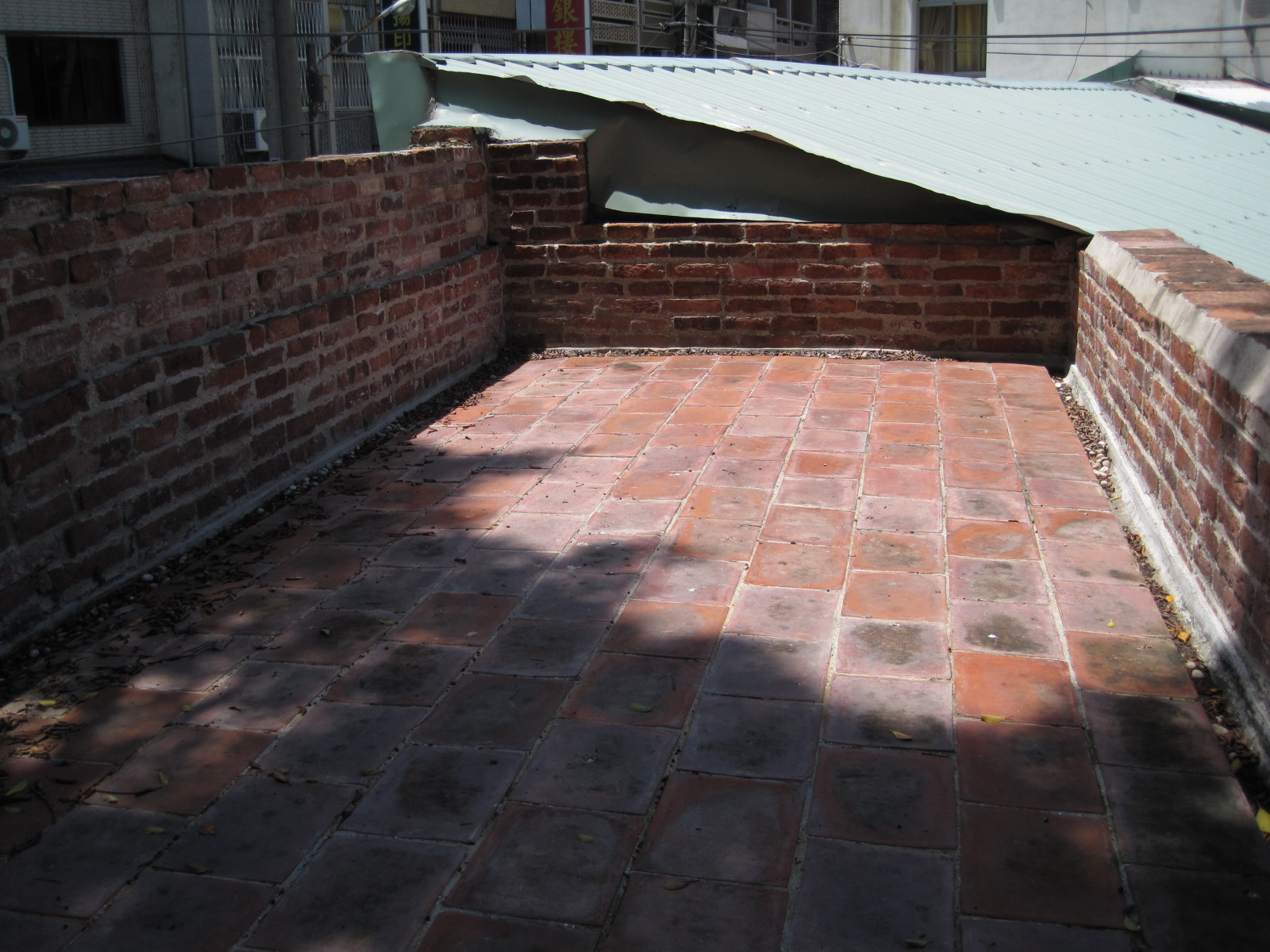
兌悅門頂部
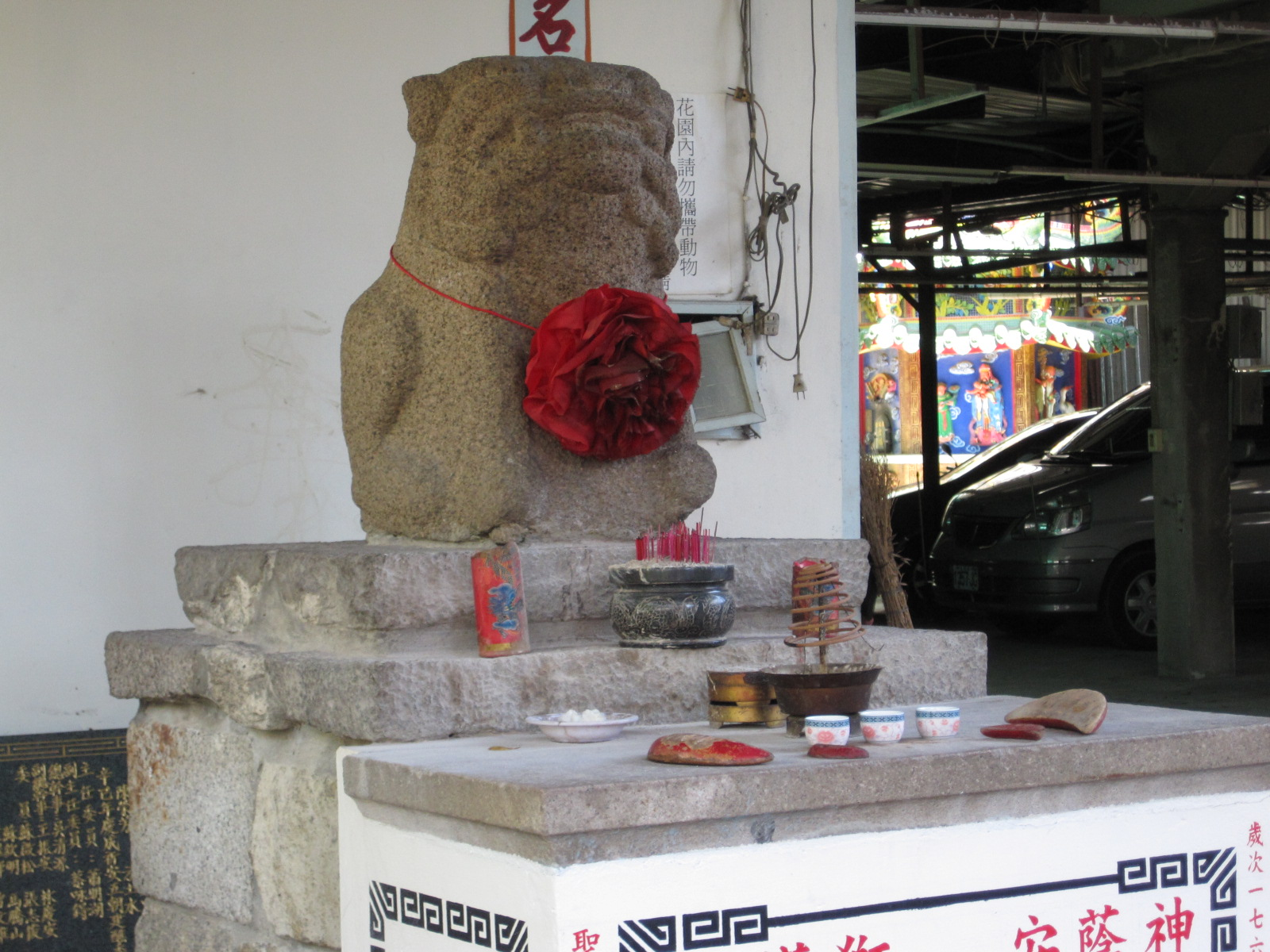
曾於集福宮、兌悅門旁奉祀的石獅公

## 外部連結
- 臺南市文化資產管理處——兌悅門